# Campionato mondiale di hockey su ghiaccio - Prima Divisione 2016
Il Campionato mondiale di hockey su ghiaccio - Prima Divisione 2016 è stato un torneo di hockey su ghiaccio organizzato dall'International Ice Hockey Federation. Il torneo si è disputato fra il 17 e il 29 aprile 2016. Le dodici squadre partecipanti sono state divise in due gironi da sei squadre ciascuno. Le gare del Gruppo A si sono svolte a Katowice, in Polonia. Le partite del Gruppo B invece si sono giocate a Zagabria, in Croazia. La Slovenia e l'Italia, prima e seconda del Gruppo A, si sono garantite la partecipazione al Campionato mondiale di hockey su ghiaccio maschile 2017, mentre il Giappone è stato retrocesso per il 2017 in Prima Divisione - Gruppo B. Nel Gruppo B l'Ucraina ha conquistato la promozione in Prima Divisione - Gruppo A, mentre la Romania, ultima classificata, è stata retrocessa in Seconda Divisione - Gruppo A.

## Partecipanti

### Gruppo A
| Nazionale     | Qualificazione                                              |
| ------------- | ----------------------------------------------------------- |
| Austria       | Quindicesima e retrocessa dal Gruppo A del 2015.            |
| Slovenia      | Sedicesima e retrocessa dal Gruppo A del 2015.              |
| Polonia       | Ospitante, terza nella Prima Divisione - Gruppo A del 2015. |
| Giappone      | Quarto nella Prima Divisione - Gruppo A del 2015.           |
| Italia        | Quinta nella Prima Divisione - Gruppo A del 2015.           |
| Corea del Sud | Prima e promossa dalla Prima Divisione - Gruppo B del 2015. |

### Gruppo B
| Nazionale   | Qualificazione                                                |
| ----------- | ------------------------------------------------------------- |
| Ucraina     | Sesta e retrocessa dalla Prima Divisione - Gruppo A del 2015. |
| Regno Unito | Secondo nella Prima Divisione - Gruppo B del 2015.            |
| Lituania    | Terza nella Prima Divisione - Gruppo B del 2015.              |
| Croazia     | Ospitante, quarta nella Prima Divisione - Gruppo B del 2015.  |
| Estonia     | Quinta nella Prima Divisione - Gruppo B del 2015.             |
| Romania     | Prima e promossa dalla Seconda Divisione - Gruppo A del 2015. |

## Gruppo A

### Incontri
| Katowice 23 aprile 2016, ore 13:00 UTC+2 | Giappone | 1 – 7 (0-1; 0-4; 1-2) referto | Slovenia | Spodek (1.300 spett.) |

| Katowice 23 aprile 2016, ore 16:30 UTC+2 | Italia | 3 – 1 (1-0; 1-1; 1-0) referto | Polonia | Spodek (8.500 spett.) |

| Katowice 23 aprile 2016, ore 20:00 UTC+2 | Corea del Sud  | 2 – 3 (d.t.s.) (1-0; 1-0; 0-2; 0-0) referto | Austria | Spodek (2.000 spett.) |
| \| \| \| \| \| \| Shootout 0 – 1 \| \|   |                |                                             |         |                       |
|                                          |                |                                             |         |                       |
|                                          | Shootout 0 – 1 |                                             |         |                       |

| Katowice 24 aprile 2016, ore 13:00 UTC+2 | Slovenia | 3 – 1 (1-0; 0-1; 2-0) referto | Italia | Spodek (2.000 spett.) |

| Katowice 24 aprile 2016, ore 16:30 UTC+2 | Polonia | 1 – 4 (0-0; 0-2; 1-2) referto | Corea del Sud | Spodek (6.500 spett.) |

| Katowice 24 aprile 2016, ore 20:00 UTC+2 | Austria | 3 – 1 (1-1; 0-0; 2-0) referto | Giappone | Spodek (1.000 spett.) |

| Katowice 26 aprile 2016, ore 13:00 UTC+2 | Corea del Sud | 3 – 0 (3-0; 0-0; 0-0) referto | Giappone | Spodek (1.500 spett.) |

| Katowice 26 aprile 2016, ore 16:30 UTC+2 | Austria | 4 – 2 (1-0; 2-0; 1-2) referto | Italia | Spodek (1.500 spett.) |

| Katowice 26 aprile 2016, ore 20:00 UTC+2 | Slovenia | 1 – 4 (1-1; 0-3; 0-0) referto | Polonia | Spodek (6.500 spett.) |

| Katowice 27 aprile 2016, ore 13:00 UTC+2 | Giappone | 1 – 3 (1-1; 0-2; 0-0) referto | Italia | Spodek (1.500 spett.) |

| Katowice 27 aprile 2016, ore 16:30 UTC+2 | Slovenia | 5 – 1 (2-1; 2-0; 1-0) referto | Corea del Sud | Spodek (2.500 spett.) |

| Katowice 27 aprile 2016, ore 20:00 UTC+2 | Polonia | 1 – 0 (1-0; 0-0; 0-0) referto | Austria | Spodek (7.500 spett.) |

| Katowice 29 aprile 2016, ore 13:00 UTC+2 | Italia | 2 – 1 (1-0; 0-0; 1-1) referto | Corea del Sud | Spodek (2.500 spett.) |

| Katowice 29 aprile 2016, ore 16:30 UTC+2 | Austria | 1 – 2 (1-1; 0-1; 0-0) referto | Slovenia | Spodek (4.000 spett.) |

| Katowice 29 aprile 2016, ore 20:00 UTC+2 | Polonia | 10 – 4 (6-1; 1-1; 3-2) referto | Giappone | Spodek (8.500 spett.) |

### Classifica
| Pos. |               | PG | V | VOT | POT | P | GF | GS | DR  | Pt |
| 1.   | Slovenia      | 5  | 4 | 0   | 0   | 1 | 18 | 8  | +10 | 12 |
| 2.   | Italia        | 5  | 3 | 0   | 0   | 2 | 11 | 10 | +1  | 9  |
| 3.   | Polonia       | 5  | 3 | 0   | 0   | 2 | 17 | 12 | +5  | 9  |
| 4.   | Austria       | 5  | 2 | 1   | 0   | 2 | 11 | 8  | +3  | 8  |
| 5.   | Corea del Sud | 5  | 2 | 0   | 1   | 2 | 11 | 11 | 0   | 7  |
| 6.   | Giappone      | 5  | 0 | 0   | 0   | 5 | 7  | 26 | -19 | 0  |

### Riconoscimenti individuali
- Miglior portiere: Bernhard Starkbaum -  Austria
- Miglior difensore: Thomas Larkin -  Italia
- Miglior attaccante: Patryk Wronka -  Polonia

### Classifica marcatori
| Giocatore         | PG | G | A | Pt | +/- | MP |
| ----------------- | -- | - | - | -- | --- | -- |
| Ken Ograjenšek    | 5  | 2 | 4 | 6  | +2  | 2  |
| Jan Urbas         | 5  | 2 | 4 | 6  | +3  | 0  |
| Tomasz Malasiński | 5  | 5 | 0 | 5  | +5  | 4  |
| Michael Swift     | 5  | 5 | 0 | 5  | +3  | 12 |
| Kim Ki-sung       | 5  | 3 | 2 | 5  | +1  | 0  |
| Krzysztof Zapała  | 5  | 0 | 5 | 5  | +2  | 4  |
| Grzegorz Pasiut   | 5  | 3 | 1 | 4  | 0   | 0  |
| Žiga Jeglič       | 5  | 2 | 2 | 4  | +1  | 2  |
| Aleš Mušič        | 5  | 2 | 2 | 4  | +3  | 2  |
| Miha Verlič       | 5  | 2 | 2 | 4  | +3  | 6  |

Fonte: IIHF.com

### Classifica portieri
| Giocatore          | Min    | TC  | GS | SO | MGS  | Sv%   |
| ------------------ | ------ | --- | -- | -- | ---- | ----- |
| Gašper Krošelj     | 200:00 | 82  | 3  | 0  | 0.90 | 96.34 |
| Bernhard Starkbaum | 302:45 | 126 | 8  | 0  | 1.59 | 93.65 |
| Matt Dalton        | 302:47 | 156 | 11 | 1  | 2.18 | 92.95 |
| Andreas Bernard    | 180:00 | 79  | 6  | 0  | 2.00 | 92.41 |
| Przemysław Odrobny | 238:22 | 113 | 9  | 1  | 2.27 | 92.04 |

Fonte: IIHF.com

### Roster dell'Italia
Allenatore:  Stefan Mair.
Lista dei convocati aggiornata al 23 aprile 2016.
| N. | Pos. | Nome                | Anno | Alt. | Peso | Tiro | Squadra          |
| -- | ---- | ------------------- | ---- | ---- | ---- | ---- | ---------------- |
| 1  | P    | Andreas Bernard     | 1990 | 185  | 87   | L    | Porin Ässät      |
| 2  | D    | Alex Trivellato     | 1993 | 189  | 83   | L    | SERC Wild Wings  |
| 3  | A    | Markus Gander       | 1989 | 187  | 90   | R    | Bolzano          |
| 5  | D    | Sean McMonagle      | 1988 | 185  | 88   | L    | Bolzano          |
| 7  | D    | Michael Zanatta     | 1991 | 181  | 80   | R    | Valais-Chablais  |
| 8  | A    | Marco Insam         | 1989 | 188  | 84   | R    | Bolzano          |
| 9  | D    | Armin Hofer         | 1987 | 184  | 88   | L    | Val Pusteria     |
| 10 | A    | Giulio Scandella    | 1983 | 186  | 88   | R    | Val Pusteria     |
| 12 | A    | Tommaso Traversa    | 1990 | 170  | 70   | L    | Alaska Aces      |
| 15 | A    | Marco Magnabosco    | 1995 | 175  | 73   | R    | Asiago           |
| 17 | D    | Alexander Egger     | 1979 | 186  | 88   | L    | Bolzano          |
| 18 | A    | Anton Bernard - C   | 1989 | 178  | 82   | R    | Bolzano          |
| 19 | A    | Raphael Andergassen | 1993 | 177  | 73   | R    | Val Pusteria     |
| 21 | A    | Luca Frigo          | 1993 | 182  | 76   | L    | KRIF Hockey      |
| 22 | A    | Diego Kostner A     | 1992 | 183  | 75   | R    | Lugano           |
| 23 | A    | Simon Kostner       | 1990 | 171  | 70   | R    | Ritten-Renon     |
| 24 | A    | Joachim Ramoser     | 1995 | 178  | 88   | L    | Red Bull München |
| 25 | D    | Stefano Marchetti   | 1986 | 180  | 74   | L    | Asiago           |
| 26 | D    | Armin Helfer A      | 1980 | 187  | 86   | L    | Val Pusteria     |
| 27 | D    | Thomas Larkin       | 1990 | 195  | 102  | R    | Medveščak        |
| 28 | A    | Daniel Tudin        | 1978 | 183  | 92   | L    | Ritten-Renon     |
| 30 | P    | Frédéric Cloutier   | 1981 | 183  | 82   | L    | KooKoo           |

LEGENDA:

P = Portiere, D = Difensore, A = Attaccante, L = sinistra, R = destra

## Gruppo B

### Incontri
| Zagabria 17 aprile 2016, ore 13:00 UTC+2 | Estonia | 2 – 7 (1-2; 1-4; 0-1) referto | Lituania | Dom Sportova (95 spett.) |

| Zagabria 17 aprile 2016, ore 16:30 UTC+2 | Romania | 1 – 6 (1-2; 0-1; 0-3) referto | Ucraina | Dom Sportova (200 spett.) |

| Zagabria 17 aprile 2016, ore 20:00 UTC+2 | Croazia | 1 – 4 (1-1; 0-2; 0-1) referto | Regno Unito | Dom Sportova (2.600 spett.) |

| Zagabria 18 aprile 2016, ore 13:00 UTC+2 | Lituania | 5 – 1 (2-1; 1-0; 2-0) referto | Romania | Dom Sportova (100 spett.) |

| Zagabria 18 aprile 2016, ore 16:30 UTC+2 | Regno Unito | 4 – 3 (d.t.s.) (2-1; 1-1; 0-1) referto | Estonia | Dom Sportova (455 spett.) |

| Zagabria 18 aprile 2016, ore 20:00 UTC+2 | Ucraina | 4 – 1 (2-1; 2-0; 0-0) referto | Croazia | Dom Sportova (1.500 spett.) |

| Zagabria 20 aprile 2016, ore 13:00 UTC+2 | Ucraina | 7 – 1 (2-0; 2-1; 3-0) referto | Estonia | Dom Sportova (120 spett.) |

| Zagabria 20 aprile 2016, ore 16:30 UTC+2 | Regno Unito | 8 – 0 (2-0; 6-0; 0-0) referto | Lituania | Dom Sportova (450 spett.) |

| Zagabria 20 aprile 2016, ore 20:00 UTC+2 | Romania | 5 – 12 (1-3; 2-4; 2-5) referto | Croazia | Dom Sportova (1.650 spett.) |

| Zagabria 22 aprile 2016, ore 13:00 UTC+2 | Regno Unito | 6 – 1 (2-0; 2-0; 2-1) referto | Romania | Dom Sportova (400 spett.) |

| Zagabria 22 aprile 2016, ore 16:30 UTC+2 | Lituania | 2 – 1 (0-0; 0-1; 2-0) referto | Ucraina | Dom Sportova (350 spett.) |

| Zagabria 22 aprile 2016, ore 20:00 UTC+2 | Croazia | 5 – 3 (1-2; 3-1; 1-0) referto | Estonia | Dom Sportova (2.800 spett.) |

| Zagabria 23 aprile 2016, ore 13:00 UTC+2 | Ucraina | 2 – 1 (0-0; 0-1; 2-0) referto | Regno Unito | Dom Sportova (500 spett.) |

| Zagabria 23 aprile 2016, ore 16:30 UTC+2 | Estonia | 3 – 0 (0-0; 3-0; 0-0) referto | Romania | Dom Sportova (200 spett.) |

| Zagabria 23 aprile 2016, ore 20:00 UTC+2 | Lituania       | 1 – 2 (d.t.s.) (0-1; 0-0; 1-0; 0-0) referto | Croazia | Dom Sportova (2.500 spett.) |
| \| \| \| \| \| \| Shootout 0 – 1 \| \|   |                |                                             |         |                             |
|                                          |                |                                             |         |                             |
|                                          | Shootout 0 – 1 |                                             |         |                             |

### Classifica
| Pos. |             | PG | V | VOT | POT | P | GF | GS | DR  | Pt |
| 1.   | Ucraina     | 5  | 4 | 0   | 0   | 1 | 20 | 6  | +14 | 12 |
| 2.   | Regno Unito | 5  | 3 | 1   | 0   | 1 | 23 | 7  | +16 | 11 |
| 3.   | Lituania    | 5  | 3 | 0   | 1   | 1 | 15 | 14 | +1  | 10 |
| 4.   | Croazia     | 5  | 2 | 1   | 0   | 2 | 20 | 17 | +3  | 8  |
| 5.   | Estonia     | 5  | 1 | 0   | 1   | 3 | 12 | 23 | -11 | 4  |
| 6.   | Romania     | 5  | 0 | 0   | 0   | 5 | 8  | 32 | -24 | 0  |

### Riconoscimenti individuali
- Miglior portiere: Eduard Zacharčenko -  Ucraina
- Miglior difensore: Ben O'Connor -  Regno Unito
- Miglior attaccante: Borna Rendulić -  Croazia

### Classifica marcatori
| Giocatore          | PG | G | A | Pt | +/- | MP |
| ------------------ | -- | - | - | -- | --- | -- |
| Robert Rooba       | 5  | 4 | 4 | 8  | -4  | 0  |
| Ben O'Connor       | 5  | 1 | 7 | 8  | +2  | 12 |
| Vladyslav Gavryk   | 5  | 3 | 4 | 7  | +7  | 2  |
| Borna Rendulić     | 4  | 2 | 5 | 7  | -3  | 0  |
| Mike Glumac        | 5  | 4 | 2 | 6  | +3  | 4  |
| Russell Cowley     | 5  | 3 | 3 | 6  | +4  | 2  |
| Jonathan Phillips  | 5  | 3 | 3 | 6  | +6  | 6  |
| Aleksandr Petrov   | 5  | 2 | 4 | 6  | -3  | 2  |
| Nerijus Alisauskas | 5  | 3 | 2 | 5  | +4  | 2  |
| Ivan Janković      | 5  | 3 | 2 | 5  | +1  | 4  |

Fonte: IIHF.com

### Classifica portieri
| Giocatore             | Min    | TC  | GS | SO | MGS  | Sv%   |
| --------------------- | ------ | --- | -- | -- | ---- | ----- |
| Eduard Zacharčenko    | 298:25 | 129 | 6  | 0  | 1.21 | 95.35 |
| Vilim Rosandić        | 135:21 | 56  | 4  | 0  | 1.77 | 92.86 |
| Artur Pavliukov       | 275:42 | 140 | 11 | 0  | 2.39 | 92.14 |
| Ben Bowns             | 302:56 | 86  | 7  | 1  | 1.39 | 91.86 |
| Willem-Henrik Koitmaa | 222:45 | 114 | 14 | 1  | 3.77 | 87.72 |

Fonte: IIHF.com